# Сонячна енергетика Білорусі
Со́нячна енерге́тика в Білору́сі в даний час переживає динамічне зростання. На 2013 та 2014 роки припадає рання стадія розвитку, вона не мала промислового значення, і не було планів широкого використання в найближчому майбутньому. В країні було всього кілька експериментальних установок, в тому числі сонячна ферма в Могильовському районі, що належить ТОВ "Тайкун".
У наступні роки відбулося різке збільшення потужності сонячної енергетики в Білорусі. У червні 2016 року було запущено сонячну ферму в Молодечненському районі потужністю 5,7-5,8 МВт - більша, ніж будь-яка з попередніх не тільки в Білорусі, а також в Естонії, Литві, Латвії та Польщі. У серпні того ж року ферма Солар II була відкрита в Брагінському районі, більш ніж втричі перевищивши потужність попередниці. У 2017 році було задіяно близько 30 фотоелектричних електростанцій загальною потужністю близько 41 МВт. У тому ж році було введено в експлуатацію найбільше фотоелектричне господарство в Річиці, 55 МВт. Державні органи влади сформулювали мету збільшити загальну потужність цього типу електростанцій до 250 МВт до кінця нинішнього десятиліття. 
Потенціал сонячної енергетики в Білорусі оцінюється в енергетичній економіці 
- з метою постачання гарячої води на 1,25-1,75 млн.т на рік,
- а на виробництво електроенергії - на 1,0-1,25 млн. т на рік.

Згідно з законом, білоруська держава зобов'язана підключати пристрої, які виробляють енергію від відновлюваних джерел до загальної мережі та купувати вироблену ними енергію. У випадку сонячної енергії ціна купівлі втричі перевищує ціну, за яку енергія продається споживачам.
Білоруська будівельна компанія ЗАТ "Белзарубежстрой" зведе в 2019 році в Чериковському районі Могильовської області найбільшу в країні фотоелектричну станцію потужністю 109 МВт. Контракт був підписаний в п'ятницю з замовником будівництва - компанією "Солар Ленд".

## Потужності
| №  | Електростанція                               | Розташування                  | Потужність [MW] | Власник       | Дата запуску   |
| -- | -------------------------------------------- | ----------------------------- | --------------- | ------------- | -------------- |
| 1. | Чериковська сонячна електростанція           | Чериковський район            | 109             | Солар Ленд    | 2019           |
| 2. | Річицька сонячна електростанція              | Річиця                        | 55              | Білорусьнафта | 2017           |
| 3. | Солар II                                     | Соболі, Брагінський район     | 18,05–22,3      | Солар Інвест  | 19 серпня 2016 |
|    | Сморгоньська сонячна електростанція          | Сморгонь, Гродненська область | 17              |               | 2017           |
| 4. | Сонячна електростанція в Мядельському районі | Рудошани, Мядельський район   | 5,7–5,8         | Модус Енергія | 30 червня 2016 |
| 5. | Сонячна електростанція в Жукові              | Жуково, Могильовський район   | ?               | ТОВ "Тайкун"  | до квітня 2013 |